# André Dumaître
André Dumaître est un directeur de la photographie français, né le 5 mai 1920 à Champigny-sur-Marne et mort le 11 septembre 1997 à Créteil.

## Filmographie partielle

### Courts métrages
- 1947 : Rendez-vous tyrolien de Jean Jabely
- 1948 : Goémons de Yannick Bellon
- 1948 : La Grande lutte des mineurs de Louis Daquin
- 1949 : La Révolte des gueux de Raymond Lamy
- 1949 : La Bataille de la vie de Louis Daquin
- 1949 : Vive Staline ! de Victoria Mercanton
- 1949 : L'homme que nous aimons le plus de Victoria Mercanton
- 1949 : Congrès mondial des partisans de la paix de Louis Daquin
- 1950 : La Révolution de 1848 de Victoria Mercanton et Marguerite de la Mure
- 1951 : Commune de Paris de Robert Ménégoz
- 1952 : Colette de Yannick Bellon
- 1953 : La Commune de Robert Ménégoz
- 1953 : D'autres sont seuls au monde (réalisation collective)
- 1953 : Ma Jeannette et mes copains de Robert Ménégoz
- 1953 : Horizons (réalisation collective)
- 1957 : La Seine a rencontré Paris de Joris Ivens
- 1957 : Un général revient de René Vautier[2]
- 1958 : La Mer et les jours de Raymond Vogel, avec la collaboration d'Alain Kaminker[3]
- 1960 : Diagnostic C.I.V. de Henri Fabiani
- 1965 : Au large du désert de Henri Fabiani
- 1965 : Le Mistral de Joris Ivens
- 1971 : Mourir pour des images de René Vautier[4]

### Longs métrages
- 1949 : L'École buissonnière de Jean-Paul Le Chanois
- 1950 : Ce siècle a cinquante ans de Denise Tual, Roland Tual et Werner Malbran
- 1951 : Une histoire d'amour de Guy Lefranc (cadreur)
- 1952 : Avec André Gide de Marc Allégret
- 1954 : Touchez pas au grisbi de Jacques Becker (cadreur)
- 1954 : La terre fleurira de Henri Aisner
- 1955 : Je suis un sentimental de John Berry (cadreur)
- 1956 : Don Juan de John Berry (cadreur)
- 1958 : Les Chardons du Baragan de Louis Daquin
- 1958 : Les Copains du dimanche de Henri Aisner
- 1961 : Donnez-moi dix hommes désespérés de Pierre Zimmer
- 1963 : Peuple en marche (réalisation collective)
- 1963 : Mélodie en sous-sol de Henri Verneuil (cadreur)
- 1965 : Une si jeune paix de Jacques Charby
- 1965 : La Communale de Jean L'Hôte
- 1968 : La Prisonnière de Henri-Georges Clouzot (cadreur)
- 1970 : Piège blond de Jean Jabely

### Téléfilms
- 1978 : Les Jeunes Filles de Lazare Iglesis
- 1982 : Le Rêve d'Icare de Jean Kerchbron
- 1983 : Richelieu ou la Journée des dupes de Jean-Dominique de La Rochefoucauld
- 1984 : Les Enquêtes du commissaire Maigret, épisode La Patience de Maigret d'Alain Boudet
- 1986 : Série noire : Pour venger pépère de Joël Séria
- 1986 : Série noire : Meurtres pour mémoires de Laurent Heynemann